# Västerfjärden (sjö i Närpes, Österbotten)
Västerfjärden är en sjö i kommunen Närpes i landskapet Österbotten i Finland. Arean är 2,55 kvadratkilometer och strandlinjen är 20,24 kilometer lång. Sjön  ingår i Egentliga Bottenhavets avrinningsområde.   Den ligger omkring 78 kilometer söder om Vasa och omkring 310 kilometer nordväst om Helsingfors. 
Västerfjärden är ett vattenmagasin vid utloppet av Närpes å. I sjön finns ön Vattbådan. Erlandskäret och Hundholmen ingår i barriären mot havet.
Sydväst om Västerfjärden ligger Närpesfjärden. 